# Serradilla del Arroyo
Serradilla del Arroyo est une commune de la province de Salamanque dans la communauté autonome de Castille-et-León en Espagne.